# Шибнев, Антон Владимирович
Анто́н Влади́мирович Ши́бнев (род. 12 сентября 1994, Санкт-Петербург) — российский тренер и фигурист, выступавший в танцах на льду. В паре с Василисой Даванковой становился бронзовым призёром Кубка России (2017).
Мастер спорта России (2017).

## Карьера
Антон Шибнев начал заниматься одиночным катанием в «СДЮШОР» (Санкт-Петербург) у Нины Николаевны Монаховой. Позже перешёл в группу Юлии Кулибановой и Татьяны Прокофьевой.
В 2009 году переехал в Москву по семейным обстоятельствам, где тренировался у Владимира Котина.
В 2010 году перешёл в группу Виктора и Марины Кудрявцевых. Выступал на различных российских соревнованиях.
В 2012 году по приглашению перешёл в танцы на льду и встал в пару с Екатериной Бочаровой. Они тренировались под руководством Светланы Алексеевой, Елены Кустаровой и Ольги Рябининой. Шибнев и Бочарова стали победителями Мемориал Н. А. Панина 2013 в разряде КМС и бронзовыми призёрами международного Volvo Open Cup 2013 среди юниоров. В 2014 году пара сменила наставников, перейдя в команду к Александру Жулину, Олегу Волкову и Сергею Петухову. Но в середине сезона пара распалась.
В 2015 году начал кататься с Марией Ставицкой. Они выступили на международном Кубке Ломбардии и одном из этапов Кубка России. Проведя один совместный сезон пара распалась.
В начале 2016 года Шибнев образовал дуэт с Василисой Даванковой. Пара занималась у бывшего мужа Даванковой Николая Морозова. На чемпионате России 2017 фигуристы заняли седьмое место. В феврале 2017 года выступили на Универсиаде, расположившись на пятой строчке. Затем на финале Кубка России завоевали бронзовые награды. После окончания первого совместного сезона пара распалась.
В 2017 году стал партнёром Елены Ильиных. Они тренировались у Алексея Горшкова. Пара приняла участие в контрольных прокатах сборной России. В конце 2017 года пара выиграла этап Кубка России, после чего прекратила сотрудничество.
В 2018 года образовал дуэт с Аллой Лободой. Фигуристы тренировались у Анжелики Крыловой и Олега Волкова, а также у Маурицио Маргальо. Они стали бронзовыми призёрами международного Egna Dance Trophy 2019. После получения Шибневым травмы спины, Лобода завершила карьеру.
По завершении соревновательной карьеры Шибнев стал тренером, открыв собственную академию фигурного катания.

## Результаты
| Выступления с Екатериной Бочаровой |       |       |       |
| Соревнования                       | 12/13 | 13/14 | 14/15 |
| Международные среди юниоров        |       |       |       |
| Volvo Open Cup                     |       | 3     |       |
| Ice Star                           |       | 4     | 7     |
| Национальные среди юниоров         |       |       |       |
| Первенство России                  | 12    | 11    |       |
| Финал Кубка России                 | 9     | 7     |       |

| С Марией Ставицкой |       |
| Соревнования       | 15/16 |
| Международные      |       |
| Lombardia Trophy   | 8     |

| С Василисой Даванковой |       |
| Соревнования           | 16/17 |
| Международные          |       |
| Универсиада            | 5     |
| Национальные           |       |
| Чемпионат России       | 7     |
| Финал Кубка России     | 3     |

| С Еленой Ильиных     |       |
| Соревнования         | 17/18 |
| Национальные         |       |
| IV этап Кубка России | 1     |

| С Аллой Лободой   |       |
| Соревнования      | 18/19 |
| Международные     |       |
| Egna Dance Trophy | 3     |